# Пипа Лариса Володимирівна
Пипа Лариса Володимирівна (нар. 11 жовтня 1959, с. Писарівка, Волочиського району, Хмельницької області) — педіатр вищої категорії, інфекціоніст, педагог, доктор медичних наук, професор, завідувачка кафедри педіатрії факультету післядипломної освіти Вінницького національного медичного університету ім. М. І. Пирогова, лауреат Державної премії України в галузі науки і техніки.

## Біографія і наукова діяльність
Народилася в селянській родині. Батько-робітник загинув, коли Ларисі було 4 роки. Мама-селянка померла від хвороби, коли Ларисі виповнилося 11. У 1976 році закінчила Орининську школу-інтернат Кам'янець-Подільського району. Того ж року вступила на педіатричний факультет Вінницького медичного інституту ім. М. І. Пирогова, який закінчила у 1982 році. З першого курсу працювала санітаркою в психіатричній лікарні.

Працювала дитячим інфекціоністом у Хмельницькій міській інфекційній лікарні з 1982 по 1989 рік.

З 1989 по даний час працює у Вінницькому національному медичному університеті ім. М. І. Пирогова: з 1989—1995 рр. асистент, з 1996—2000 рр. — доцент, з 2000 — професор кафедри педіатрії факультету післядипломної освіти, завідувачка кафедрою.

Кандидатська дисертація «Клініко-метаболічні порушення при гострих кишкових інфекціях у дітей і їх корекція полісорбом» (1994). Докторська дисертація «Токсоплазмоз у дітей: клініка, діагностика, лікування» (2005).

Член Вченої ради Вінницького національного медичного університету ім. М. І. Пирогова. Протягом багатьох років обіймає посаду позаштатного обласного дитячого інфекціоніста Хмельницької області. Має вищу категорію з педіатрії та дитячих інфекційних хвороб.

## Наукові праці
Автор і співавтор 153 друкованих робіт (в тому числі 2 підручники, 1 монографія, 2 навчальних посібники), 2 протоколів, 8 патентів на винахід.

Напрямок наукової роботи: TORCH-інфекції у дітей; вторинний ацетонемічний синдром; метаболічні порушення при гнійно-септичних станах у новонароджених дітей. 

Основні праці:
- Сучасна діагностика та лікування токсоплазмозу у дітей (у співавт.): Метод. реком. К., 2001.
- Авідність антитіл класу IgG для T. gondii — новий серологічний показник активного токсоплазмозу (у співавт.) // Лабор. діагностика. 2001.
- Лабораторна діагностика токсоплазмозу у дітей (у співавт.) // Лабор. діагностика. 2003.
- Очний токсоплазмоз у дітей (у співавт.) // Інфекційні хвороби. 2004.
- Комплексний підхід до лабораторної діагностики токсоплазмозу (у співавт.) // Педіатрія, акушерство і гінекологія. 2004.
- Етіотропна терапія вродженого та набутого токсоплазмозу у дітей // Вісник наукових досліджень. 2004.
- Фармакокінетичні та фармакогенетичні підходи до оптимізації фармакотерапії токсоплазмозу у дітей фансідаром // Перинатологія та педіатрія. 2004.
- Морфологічні ознаки вродженого токсоплазмозу (у співавт.) // Вісник морфології. 2001.
- Клініко-лабораторна діагностика набутого токсоплазмозу // Вісник ВДМУ. 2004.
- Імуногенетичні передумови маніфестного перебігу і хронізації токсоплазмозної інфекції у дітей // Сучасні інфекції. 2004.
- Крамарьов С. О., Надрага О. Б., Пипа Л. В. Інфекційні хвороби в дітей. Київ: Медицина, 2010. — 392 с. + 14 кольорових вкладок.

## Нагороди і відзнаки
Нагороджена Почесною грамотою Міністерства охорони здоров'я України (2005), «Орденом преподобного Нестора Літописця» (2010).

У 2016 році за роботу «Створення засобів та технологій еферентної терапії на основі нанокремнезему» була нагороджена Державною премії України в галузі науки і техніки.